# Al Hirschfeld

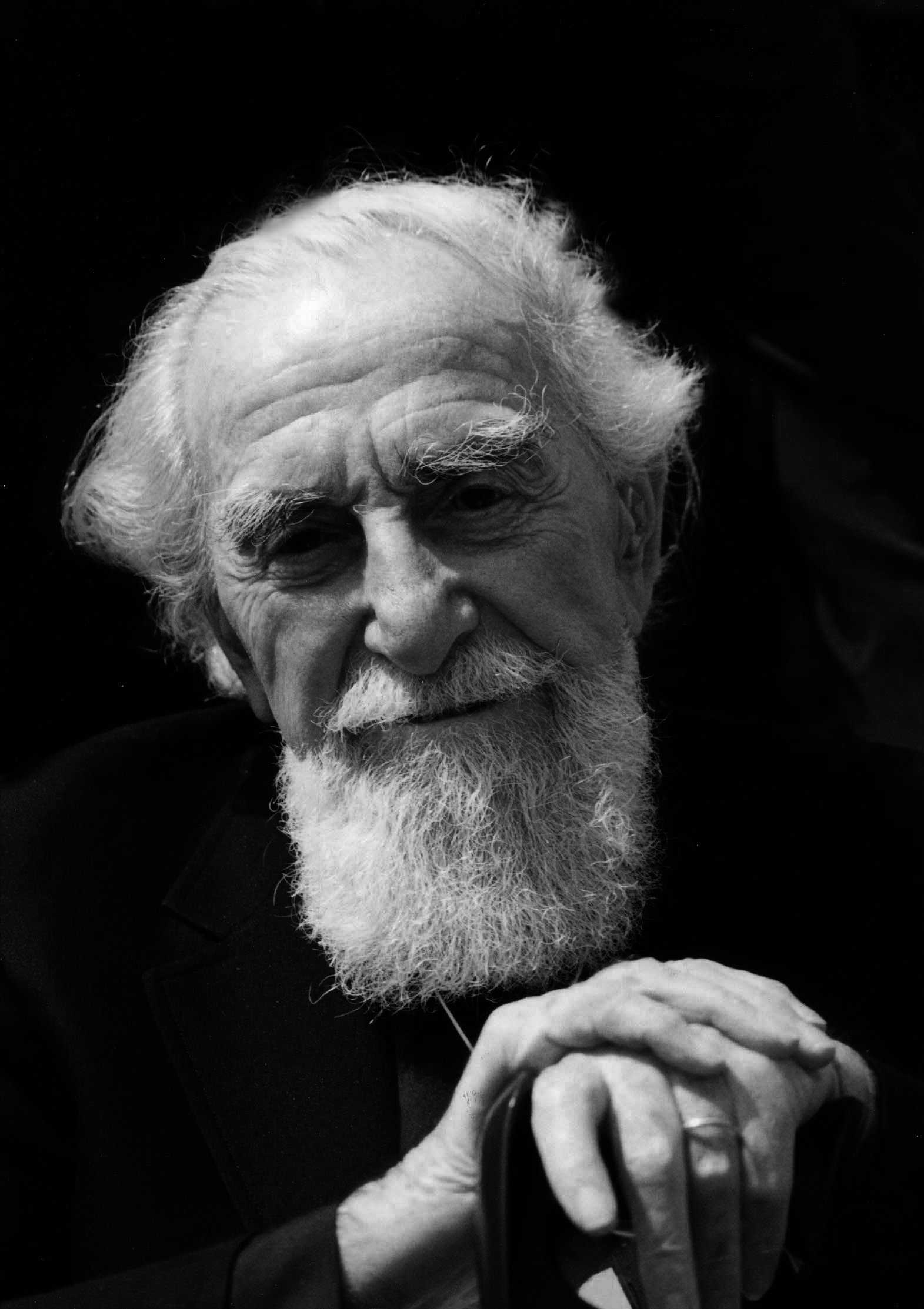
Al Hirschfeld

Albert „Al“ Hirschfeld (* 21. Juni 1903 in St. Louis, Missouri; † 20. Januar 2003 in New York City, New York) war ein amerikanischer Cartoonzeichner.

## Leben
Als Al Hirschfelds Karriere 1920 begann, reinigte er Pinsel bei Goodwyn-Pictures, über siebzig Jahre später (1996) ernannte man ihn zu einer der sechs New Yorker Sehenswürdigkeiten. In der Zeit dazwischen war Hirschfeld zum bekanntesten amerikanischen Karikaturisten aufgestiegen. Seine aus klaren, tanzenden Linien bestehenden Porträts Prominenter zierten Plakate, Bücher und die New York Times. Ende der 1990er Jahre hatte er bei einer Sequenz des Films Fantasia 2000 die Produktion beratend unterstützt. Hirschfeld heiratete 1943 Dolly Haas. Den Namen der zwei Jahre später geborenen Tochter Nina versteckte Hirschfeld fortan in jeder Zeichnung (in Versalien); ist er in der so auch zum Suchbild gewordenen Karikatur mehr als einmal enthalten, notierte er die Anzahl mit einer Ziffer neben seiner Signatur.
In seinem letzten Lebensjahr wurde er in die American Academy of Arts and Letters gewählt.

## Ehrungen
1998 wurde der von Susan Warms Dryfoos inszenierte Dokumentarfilm The Line King: The Al Hirschfeld Story veröffentlicht.
Das Martin Beck Theatre am New Yorker Broadway wurde 2003 in Al Hirschfeld Theatre umbenannt.